# François-Marie Perrot
Pour les articles homonymes, voir Perrot.
François-Marie Perrot, seigneur de L'Ile-Perrot, né en 1644 à Paris et mort le 20 octobre 1691 à la Martinique, est un militaire français, gouverneur de Montréal puis de l’Acadie. Il est le fils de Jean Perrot, seigneur et président en Chambre des enquêtes du Parlement de Paris, et de Madeleine de Combault. Il est aussi le neveu par alliance de Jean Talon.

## Biographie
Capitaine au régiment de Picardie, François-Marie Perrot épouse, le 4 juillet 1669, en la paroisse Saint-Barthélemy de La Rochelle, Madeleine Laguide Meynier, nièce de Jean Talon, fille de Jean de Laguide et de Marie Talon. Le couple aura six enfants. En 1670, Perrot reçoit la commission royale de gouverneur de Montréal, succédant ainsi à Michel-Sidrac Dugué de Boisbriant.
À la place de faire croître sa seigneurie, François-Marie Perrot l'utilisera plutôt comme un lieu stratégique pour intercepter le commerce des fourrures qui se dirigeait alors vers Montréal. Étant donné que le commerce était illégal pour les seigneurs, Frontenac, en conflit avec Perrot  (puisque ce dernier avait fait arrêter Jacques Bizard, un lieutenant de la garde de Frontenac), le fait arrêter et emprisonner en 1674. François Marie Perrot est donc renvoyé en France pour y être jugé, puis il est emprisonné trois semaines à la Bastille. Relâché et rétabli gouverneur de Montréal, Perrot est à nouveau démis de ses fonctions et remplacé à ce poste par Louis-Hector de Callière en 1683. En 1684, il vend sa seigneurie à Charles Le Moyne de Longueuil et de Châteauguay. Il devient alors gouverneur de l’Acadie, poste qu’il occupe jusqu’à ce qu’il soit encore une fois démis de ses fonctions par le roi et remplacé, en 1687, par Louis-Alexandre des Friches de Menneval.
À l’ouest de Montréal, l’île Perrot, concédée à François-Marie Perrot en 1672 et où il établit un poste de traite malgré les différents interdits royaux, porte son nom.
En 1690, il est capturé par des pirates anglais. Il est toutefois sauvé par un flibustier français et retourne à Paris où il demande de reprendre son poste de gouverneur de l'Acadie. Sa demande est refusée. 
Il est décédé à Paris le 20 octobre 1691.